# Теодора Хазарска
Теодора е хазарска принцеса и византийска императрица – сестра на хазарския хаган Ибузир и съпруга на император Юстиниан II.

## Брак с Юстиниан II
През 695 г. в Константинопол е извършен държавен преврат срещу император Юстиниан II, който е на престола от 685 г. Императорът е свален от власт и с отрязан нос е пратен на заточение в град Херсонес на Кримския полусотров. В Херсонес Юстиниан пребивава седем години. През 702 г. градските власти на Херсонес разбират, че носоодрязаният император крои планове да си върне престола, и решават да го арестуват и да го изпратят в Константинопол, където съдбата му да бъде решена от император Тиберий III. Юстиниан обаче успява да избяга и да намери убежище при хазарския хаган Ибузир. Хаганът приема беглеца и през 703 г. омъжва за него сестра си, вероятно след като обещава подкрепа на Юстиниан за връщането му на престола. Езическото име на хазарската принцеса е неизвестно, но след като приема християнството тя получава името Теодора. Това име вероятно е избрано, за да събужда спомена за императрица Теодора, съпруга на прочутия византийски император Юстиниан I. Освен с богати дарове Ибузир дарява Юстиниан и Теодора с нов дом в град Фанагория.
След като в Константинопол научават за сключения династичен брак, император Тиберий III изпраща на хазарския хаган богат подкуп за главата на Юстиниан. Според Теофан Изповедник през 704 г. хаган Ибузир изпраща двама свои агенти, Балгацин и Папацис, да убият зет му. Теодора обаче разбира за мисията на двамата пратеници и успява да предупреди навреме съпруга си. Очакваните от Юстиниан убийци са удушени, след което бившият император бяга с една рибарска лодка обратно в Херсонес. Теодора обаче е задържана от брат си. По това време тя вероятно вече е бременна, тъй като историческите сведения посочват, че през времето, в което Юстиниан и съпругата му са разделени, се ражда и единственото им дете – Тиберий.

## Византийска императрица
През 705 г. Юстиниан успява да получи подкрепа от българския хан Тервел и с помощта на изпратените от него войски бившият император успява да влезе в Константинопол и да си върне престола, екзекутирайки хората, замесени в детронацията му от 695 г. Теодора трябвало да бъде коронована за императрица на Юстиниян II, но тя все още била държана в плен от брат си в Хазария. Според хрониките на Теофан и патриарх Никифор император Юстиниян II планира да освободи съпругата си със сила. През 705/706 г. императорът изпраща една флотилия към Азовско море с мисия за освобождението на Теодора. Корабите обаче са потопени от морска буря преди да достигнат бреговете на Крим. Скоро след тези събития хаган Ибузир уведомява с писмо Юстиниян II, че войната е излишна и че той ще получи съпругата си обратно, веднага щом изпрати хора, които да я съпроводят до Константинопол. Според Теофан с това писмо хаганът съобщава на императора и че му се е родил син. Юстиниан изпраща в Хазария своя кубекуларий Теофилакт, който да доведе Теодора и сина ѝ в Константинопол. Теодора и Тиберий пристигат във византийската столица безпрепятствено, след което Теодора официално е коронова за Августа, а Тиберий е обявен за съимператор на баща си.
През 711 г. докато Юстиниян II отсъства от столицата, в Херсонес избухва ново въстание срещу властта му, начело с Филипик Вардан, който е обявен за император. Неспособен да се върне навреме в Константинопол, за да вземе мерки срещу новото въстание, Юстиниян II е арестуван и екзекутиран край столицата през декември 711 г., а главата му е изпратена като трофей на Вардан.
Научавайки за смъртта на императора, майка му Анастасия взима шестгодишния си внук и съимператор Тиберий и търси убежище в олтара на църквата „Св. Богородица“ във Влахерна. Хората на Вардан обаче извличат Тиберий от олтара и го убиват извън църквата. По този начин е сложен край на династията на Ираклидите.
Не е известно дали по време на тези събития Теодора е била жива. Теофан Изповедник и патриарх Никифор не споменават името на императрицата, когато разказват за убийството на съпруга и сина ѝ. Според Йоан Зонара Теодора вече е била покойница. Думите на Зонара обаче не могат да бъдат потвърдени, тъй като той описва събитията четири века по-късно.